# Warszawa (Rzeczyce)
Warszawa – część wsi Rzeczyce w Polsce, położona w województwie lubelskim, w powiecie biłgorajskim, w gminie Frampol, w górnym biegu Łady zwanej Białą Ładą, ok. 1 km na południe od Frampola, równolegle do biegu drogi wojewódzkiej nr 835 naprzeciwko Rzeczyc.
W latach 1975–1998 Warszawa administracyjnie należała do ówczesnego województwa zamojskiego.